# Villandro
Villandro (Villanders in tedesco) è un comune italiano di 1 895 abitanti della provincia autonoma di Bolzano in Trentino-Alto Adige.

## Geografia fisica
Questo è un piccolo paese che si trova in quota (a 880 metri), sopra a Chiusa, sul versante orientale delle Alpi Sarentine e precisamente sotto l'Alpe di Villandro, il secondo alpeggio più grande d'Europa posto a 2.509 m; è quindi tagliato fuori dalla caotica valle Isarco.

## Origini del nome
Il toponimo è attestato come Filandres, Filanders, Vilandres, Foyandrum nel 1039 e probabilmente ha un'origine preromana connessa col tema vel- presente anche nel nome di Velturno. L'origine del nome Villanders però pone qualche interrogativo che non ha potuto essere chiarito in modo inequivocabile fino ad oggi. Potrebbe essere una voce di origine preromana (similmente ai vicini paesi Verdings/Verdignes e Feldthurns/ Velturno), altri linguisti hanno tentato di scoprire radici romane (per es. "villa antrorum" oppure "valles antri"), altri ancora vedono addirittura una connessione con le Fiandre in Belgio. Ma nessuna di queste interpretazioni sembra convincente. A Villandro, che in tedesco oggi si chiama Villanders ("viel anders" in tedesco vuol dire "molto diverso") si narra la leggenda che il paese in origine si chiamasse "Schönberg" (Belmonte) ma, dopo essere stato devastato da una frana, si sarebbe poi presentato con un aspetto, per l'appunto, “molto diverso”.

## Storia

### Preistoria
La zona è ricca di rinvenimenti archeologici delle età preistoriche, come i ricchi rinvenimenti in località Plunacker dimostrano. Già in epoca molto remota, il versante soleggiato di Villandro, situato sui fertili terreni di una morena, offriva infatti buone condizioni di vita che avrebbe attirato i futuri colonizzatori. È stato avvalorato che l'adiacente Val Sarentino e il territorio circostante di cui fa parte anche il monte di Villandro e l'alpe di Villandro, furono già colonizzate dall'uomo del Mesolitico. Questi ritrovamenti, così come la peculiarità paesaggistica dell'alpe di Villandro, che rappresenta un pascolo ideale per stambecchi – gli animali da catturare preferiti dai cacciatori del mesolitico - sembrerebbero comprovare che l'intera alpe di Villandro fosse, già a quell'epoca, utilizzata come territorio estivo per la caccia. Nella zona del paese di Villandro, durante alcuni scavi realizzati presso il sito archeologico Plunacker, sono venuti alla luce alcuni resti attribuibili alla cultura mesolitica come ad esempio attrezzi di pietra focaia, risalenti a un periodo compreso tra l'VIII e il VII millennio a.C.
A partire dal 5000 a.C., con l'avvento del Neolitico, l'agricoltura, l'allevamento di bestiame e la vita sedentaria rappresentarono un punto di svolta in Alto Adige e anche per Villandro dove la conformazione montana del territorio offrì condizioni di vita ideali. I reperti ritrovati presso il sito archeologico Plunacker costituiscono alcune tra le testimonianze più importanti di quest'epoca relativa all'intero arco alpino. I reperti del Neolitico sull'alpe di Villandro testimoniano, inoltre, anche la presenza degli uomini ad altitudini più elevate, anche se non si può affermare con sicurezza l'utilizzo a scopo agricolo dell'alpe in senso stretto.
I ritrovamenti risalenti all'età del bronzo e del rame sono scarsi, ma i reperti ritrovati nei comuni limitrofi (Bressanone, Saubach, Barbiano) rivelano una storia di insediamenti continuativi. Probabilmente veniva già effettuata l'estrazione di minerali ed il rame veniva venduto più a sud, nelle zone adiacenti al lago di Garda e in pianura Padana. L'influsso mediterraneo sull'arco alpino si evidenziò anche nel mondo dello spirito: seguendo il modello etrusco fu introdotta la scrittura mentre la rappresentazione degli dei somigliava a quella della cultura greca o italica/etrusca.

### L'epoca romana
In Alto Adige l'epoca romana iniziò con il Regno dell'Imperatore Augusto (31 v. - 14 d.C.) e proseguì fino al V e VI secolo d.C. A quell'epoca, il territorio intorno a Villandro fu interamente popolato, anche se in maniera selettiva. I soli reperti esistenti sono stati trovati nel sito archeologico Plunacker, dove sono stati scoperti i resti di una grande villa romana arredata in maniera sontuosa. A quell'epoca il comprensorio tra il Renon e Villandro fu una zona di frontiera tra Tridentum, Noricum e Raetia, ma i reperti sono esigui e un'attribuzione concreta non è dimostrabile.

### Medioevo
Come in altri luoghi dell'Alto Adige, anche a Villandro le tracce del primo e alto Medioevo (circa 500–1350 d. C.) sono rare. Si può presumere una continuità degli insediamenti, ma dalla tarda antichità fino al Medioevo non si può dimostrare la continua abitazione di un maso.

### I Signori di Villandro
Una delle più potenti famiglie aristocratiche del Medioevo in Tirolo che risiedeva a Villandro fu denominata “Signori di Villandro“. Si trattava di potenti agricoltori che vivevano in grandi masi simili a residenze a Villandro, i quali si erano adoperati per espandere i loro possedimenti e guadagnare influenza politica.
I Signori di Villandro furono menzionati per la prima volta in documenti ecclesiastici della prima metà del XII secolo. Il nome "di Villandro" diventò comune durante il XIII secolo e fu utilizzato da diverse famiglie anche senza rapporti di parentela. La stirpe dei signori di Villandro iniziò con Ekkehard I di Villandro (1176-1183) e, in seguito, si suddivise in dodici rami.
I Signori di Villandro, all'inizio, si insediarono come ministeriali dei vescovi di Bressanone e di Trento e all'interno del tribunale di Villandro, contribuendo ad istituire un Circondario del Tribunale separato, all'interno della contea di Bolzano. Ad essi fu affidato il monitoraggio dei castelli situati in punti strategici, come ad esempio castel Forte (Trostburg), che fu affidato dal Conte Meinhard giudice di Villandro, a Randold di Villandro a Pradell, che divenne così l'antenato dei Conti di Wolkenstein e di conseguenza del famoso cantante e poeta medioevale, Oswald von Wolkenstein.
L'ascesa politica dei Signori di Villandro iniziò con il Conte Tirolese Mainardo II (1258–1295). Successivamente, i Signori di Villandro ricoprirono sempre maggiori cariche importanti come quelle di giudici, tutori, canonici e decani, per mezzo delle quali potevano curare gli interessi dell'aristocrazia nel consiglio regionale. Con i figli di Mainardo II, Otto, Ludwig e Heinrich i Signori di Villandro, infine, riuscirono a consolidare la loro posizione e ad elevare il proprio rango sociale. I loro possedimenti si estesero da Vipiteno a Bolzano, in val Pusteria, a val di Funes e in val Gardena. Possedevano castelli e tribunali anche a Termeno, Livinallongo, Feltre e Belluno. I due rappresentanti più importanti dei Signori di Villandro furono Engelmar e Tegen di Villandro. I fondi per mantenere i numerosi possedimenti li ottennero principalmente partecipando alle guerre italiane, quale ad esempio, la guerra contro Padova in cui combatterono al fianco della famiglia Scala di Verona.
Nei conflitti tra gli Asburgo, il Ducato di Baviera della dinastia Wittelsbach e i Lussemburghesi del Tirolo, la posizione di Engelmar fu alquanto ingloriosa e segnò il declino dei Signori di Villandro. Engelmar di Villandro, infatti, che nel frattempo era diventato governatore, tentò di trarre profitto da questi conflitti. La sua mancanza di senso politico, tuttavia, fu la sua rovina. In primo luogo, condusse i negoziati con il Lussemburgo e il vescovo alleato di Trento fino al limite dell'alto tradimento, poi, in vista della sconfitta dei Lussemburghesi, fece marcia indietro. All'inizio dell'aprile del 1347 giurò nuova fedeltà al principe regnante del Tirolo. Ottenne il perdono ma dovette rinunciare all'incarico di governatore e perse molti dei suoi possedimenti. Dopo diversi combattimenti falliti, i Lussemburghesi tentarono di portare dalla loro parte l'aristocrazia del Tirolo offrendo ricompense materiali. Allora i Signori di Villandro ripresero le trattative con i nemici. Nell'ottobre del 1347 Engelmar di Villandro stipulò un contratto con il Vescovo di Trento che prevedeva l'aiuto reciproco in caso di un attacco.
Nell'autunno del 1347 l'Imperatore Ludwig (il “Bavarese”) vinse la battaglia decisiva contro i suoi nemici, sconfisse il Vescovo di Trento e si vendicò dell'ex governatore Engelmar di Villandro. Questi fu riconosciuto colpevole di tradimento dalla giustizia austriaca e condannato a morte. Fu decapitato davanti al castello di suo fratello. In seguito i Signori di Villandro persero la maggior parte dei loro possedimenti. Solo Ekkehard di Villandro-Trostburg riuscì a guadagnare una certa influenza politica, senza però impedire il declino definitivo della potente famiglia dei Signori di Villandro nel 1547.
Il paese ha dato nome all'omonima casata medioevale che a sua volta diede origine ai signori di Wolkenstein.
Di rilievo è l'antico albergo Zum Steinbock, risalente al XII secolo. Qui in particolare il pittore Franz von Defregger utilizzò lo sfondo paesaggistico locale per comporre L'ultima chiamata alle armi.
Recenti scavi hanno portato alla luce alcuni reperti risalenti all'età del bronzo, all'età del ferro, e addirittura al neolitico. Altri reperti vengono invece fatti risalire all'epoca romana e all'epoca medievale.
Inoltre nelle zone limitrofe si trovano i resti di antiche miniere d'argento.

### Stemma
Lo stemma è troncato di azzurro e rosso, nel primo tre punte d'argento e nel secondo una fascia increspata d'argento. È l'insegna dei Signori di Villanders e Pardell che abitavano il villaggio. Lo stemma è stato adottato nel 1966.

## Monumenti e luoghi d'interesse

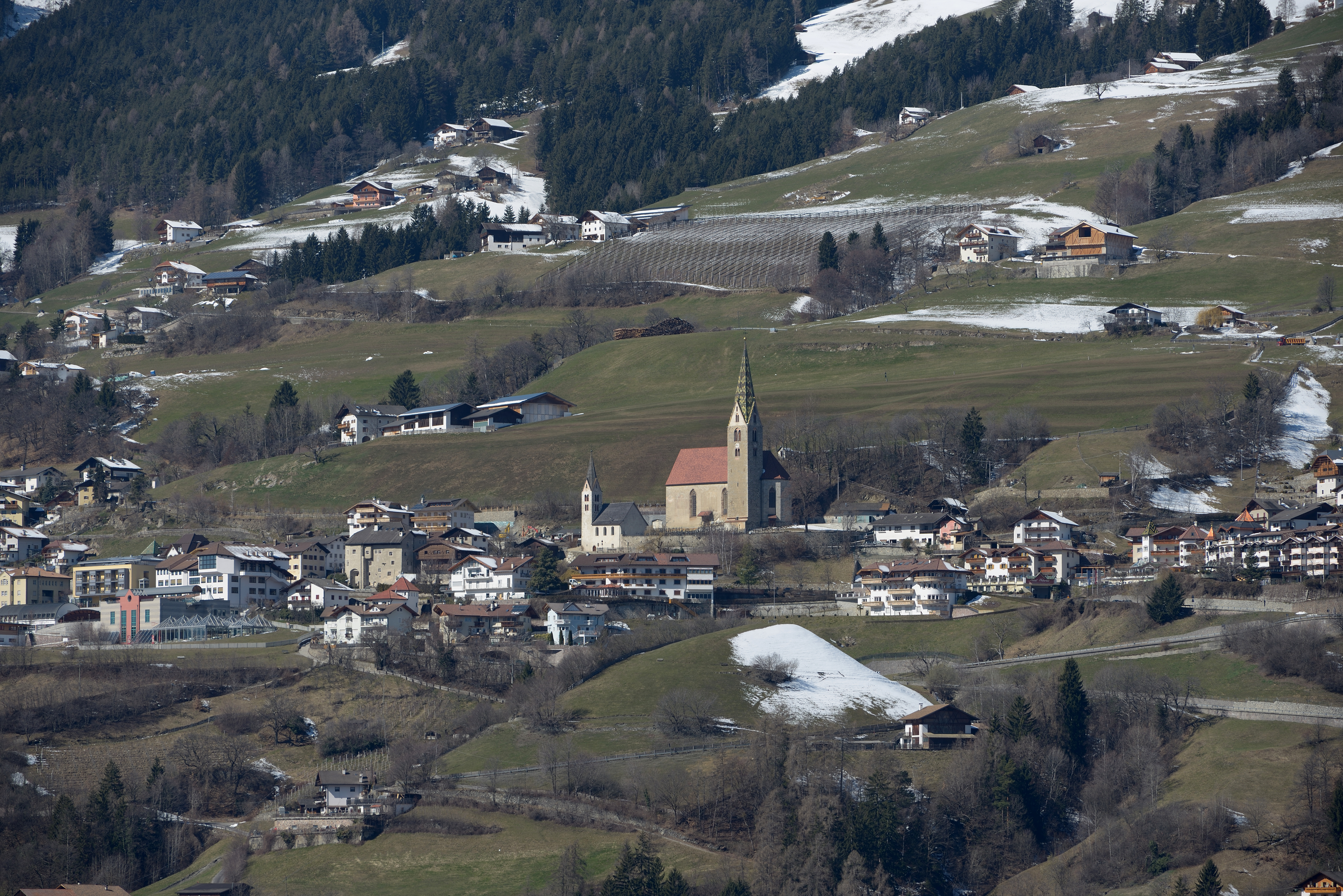
La chiesa di Santo Stefano

Villandro è una delle mete più popolari per trascorrere una vacanza in Valle Isarco. Il territorio consente di compiere innumerevoli escursioni a piedi, sia a fondovalle sia sugli alpeggi. Villandro è noto anche per le sue miniere (aperte al pubblico), che nel Medioevo furono fra le più importanti del Tirolo e nel XVI secolo plasmarono la vita di Villandro e di Chiusa.
In centro al paese esistono due chiese quasi completamente attaccate, con i rispettivi campanili. La principale è la parrocchiale di Santo Stefano. Anche il cimitero della chiesa parrocchiale di Santo Stefano, con le particolari croci sepolcrali in ferro battuto che si allontanano dal tumulo, è molto noto e fa parte dei cimiteri più belli dell'Alto Adige. Inoltre, da visitare certamente sono le Tre Chiese che si trovano tra il comune di Barbiano e quello di Villandro.
Il tradizionale Törggelen, l'autunnale degustazione del vino novello e delle tipiche pietanze contadine, è molto diffuso.
Nel comune di Villandro si individua il centro geografico dell'Alto Adige: si trova esattamente sull'alpe di Villandro, leggermente al di sotto del monte di Villandro.

## Società

### Ripartizione linguistica
La sua popolazione è in netta maggioranza di madrelingua tedesca:
| %      | Ripartizione linguistica (gruppi principali) |
| ------ | -------------------------------------------- |
| 98,71% | madrelingua tedesca                          |
| 1,12%  | madrelingua italiana                         |
| 0,17%  | madrelingua ladina                           |

### Evoluzione demografica
Abitanti censiti

## Amministrazione
| Periodo | Periodo   | Primo cittadino     | Partito | Carica  | Note   |
| ------- | --------- | ------------------- | ------- | ------- | ------ |
| 1952    | 1956      | Johann Rabensteiner |         | Sindaco |        |
| 1956    | 1974      | Johann Winkler      |         | Sindaco |        |
| 1974    | 1985      | Sepp Kusstatscher   | SVP     | Sindaco |        |
| 1985    | 1990      | Johann Winkler      |         | Sindaco |        |
| 1990    | 2010      | Josef Krapf         | SVP     | Sindaco |        |
| 2010    | in carica | Walter Baumgartner  | SVP     | Sindaco | [ 19 ] |